# Loxogramme grammitoides
Loxogramme grammitoides là một loài thực vật có mạch trong họ Polypodiaceae. Loài này được (Baker) C. Chr. miêu tả khoa học đầu tiên năm 1917.